# 維摩那

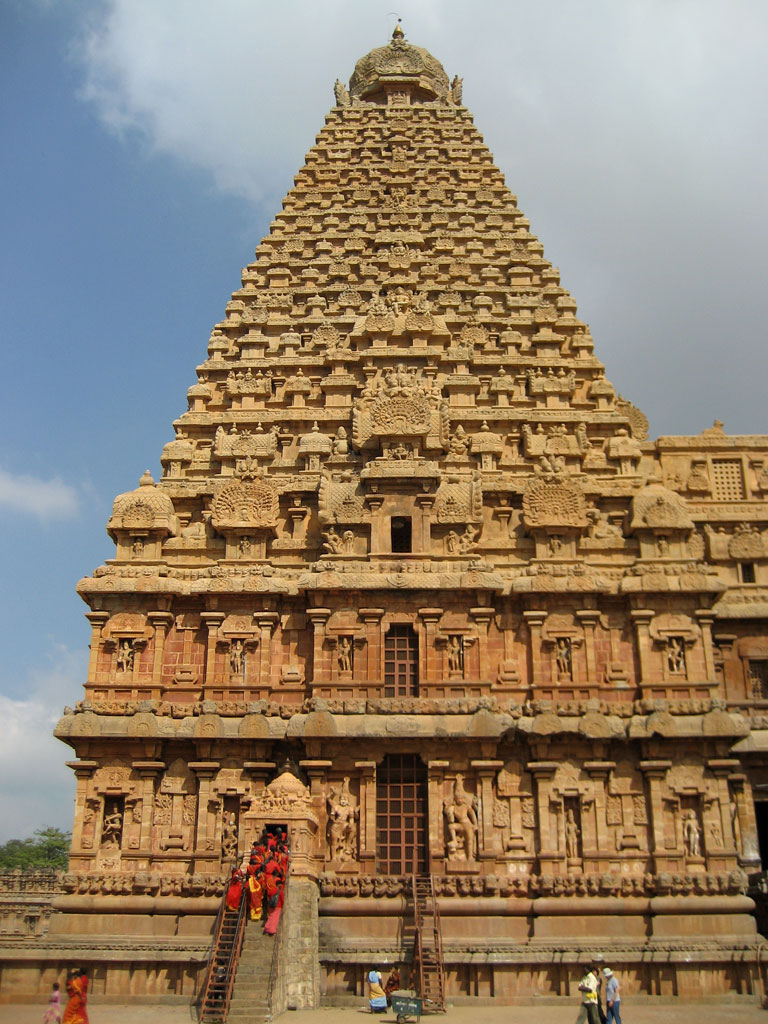
布里哈迪希瓦拉神廟（Brihadeeswara Temple），維馬那（飛碟形狀）在寺廟的最上面

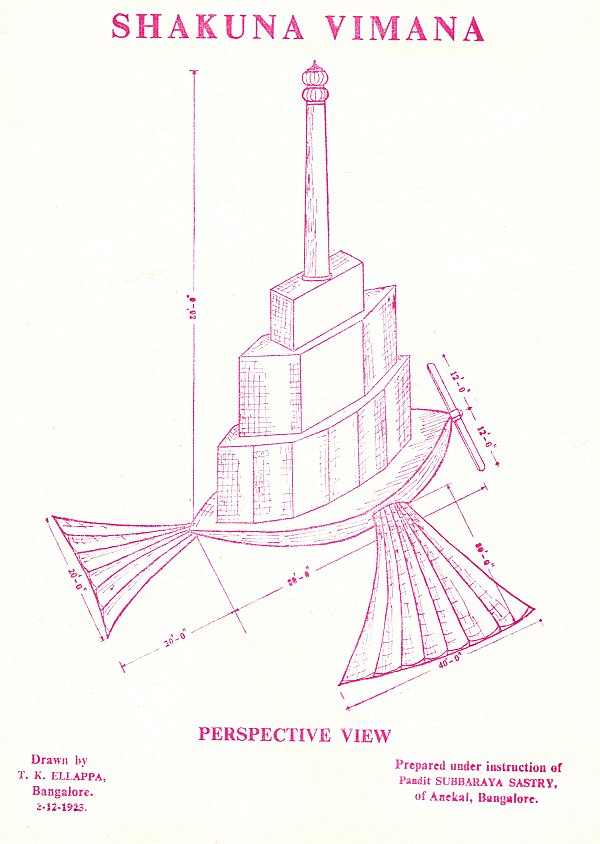
現代科學家對古人的維馬那的重建插圖。它有著懸掛的翅膀和尾巴，能夠像鳥兒那樣的自由飛行。

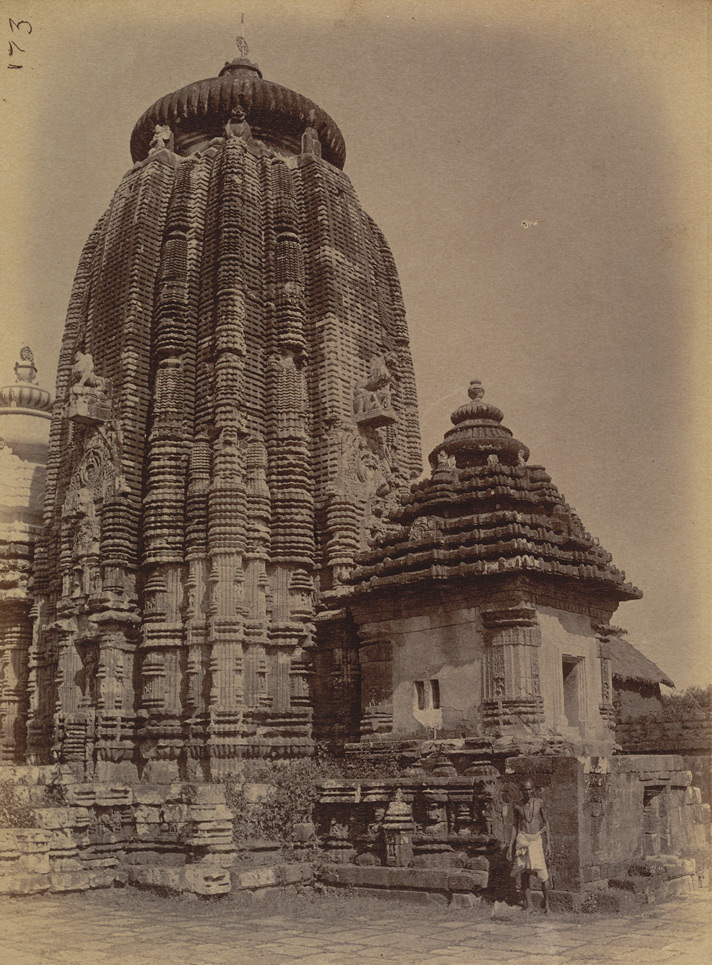
阿南塔瓦蘇戴瓦神廟（Ananta Vasudeva Temple）。

維摩那，或音譯維馬那（拉丁字母轉寫：Vimāna），含意是神的天上宮殿或是神的載具，是印度神話中飛行器的稱呼，記載在《摩訶婆羅多》等印度史詩，也是後來印度的方尖廟建築的名稱。
在梵文史詩的記載中，維馬那是吠陀諸神乘坐的一種「飛行戰車」。

## 上古梵語文獻中的記載

### 吠陀經
《摩訶婆羅多》的飛行維摩那的前身，是在吠陀經中記載的由各種神靈乘坐的飛行戰車。在古人的描繪中，太陽神和因陀羅以及其他一些吠陀諸神，通過一種飛行的雙輪戰車旅行。
曼陀羅的經文1.164.47-48
47. 

48. 

### 摩诃婆罗多
根据《摩诃婆罗多》的記載，俱吠罗獲得了斯里蘭卡島為其首都，和名為“花”（Pushpaka）的夢幻飛船維摩那作为專用交通工具。